# 路南海菜花
路南海菜花（学名：Ottelia acuminata var. lunanensis）为水鳖科水车前属下的一个变种。

## 扩展阅读
- 維基物種上的相關：路南海菜花